# Narp
 Narp  es una población y comuna francesa, en la región de Aquitania, departamento de Pirineos Atlánticos, en el distrito de Oloron-Sainte-Marie y cantón de Sauveterre-de-Béarn.

## Demografía
| 247 | 249 | 255 | 313 | 324 | 301 | 335 | 296 | 254 | 273 | 240 | 221 | 229 | 218 | 207 | 226 | 215 | 247 | 253 | 255 | 201 | 198 | 184 | 167 | 172 | 162 | 147 | 129 | 138 | 120 | 117 | 114 | 116 |
| Para los censos de 1962 a 1999 la población legal corresponde a la población sin duplicidades (Fuente: INSEE [Consultar]) |     |     |     |     |     |     |     |     |     |     |     |     |     |     |     |     |     |     |     |     |     |     |     |     |     |     |     |     |     |     |     |     |

## Economía
La principal actividad es la agrícola.